# Wojciech Stefan Wyrobek
Stefan Wojciech Wyrobek ps. Żyłka (ur. 23 kwietnia 1907 w Utracie, zm. 5 lipca 1971 w Warszawie) – nauczyciel języka polskiego, instruktor harcerski w stopniu harcerza Rzeczypospolitej i harcmistrza. Organizator konspiracyjnych działań młodzieży na warszawskim Targówku Fabrycznym, żołnierz Narodowej Organizacji Wojskowej i Armii Krajowej, podporucznik, więzień w okresie okupacji hitlerowskiej oraz stalinizmu.
Syn Adama i Marianny z Żyłków (od nazwiska matki wziął pseudonim konspiracyjny). Absolwent filologii polskiej na Uniwersytecie Warszawskim, pracował jako nauczyciel w szkołach przy ul. Otwockiej i kierownik świetlicy. 
Do Związku Harcerstwa Polskiego wstąpił w 1922 w wieku 15 lat. W latach 1926–1931 drużynowy 12 Warszawskiej Drużyny Harcerskiej im. Władysława Warneńczyka, następnie instruktor 18 WŻDH. W 1931 otrzymał stopień podharcmistrza, w 1939 – harcerza Rzeczypospolitej. 
Drużynowy konspiracyjnej 12 WDH i inspirator podziemnych działań zrzeszonej i niezrzeszonej w harcerstwie młodzieży Targówka, organizator akcji bojowych na Targówku Fabrycznym. Pracował w Szkole Powszechnej nr 117 na Targówku. Aresztowany w styczniu 1942 i 1943, więzień obozów na Majdanku, w Gross Rosen i Flossenburgu.
W 1950 poślubił Mariannę z Woźniaków. W latach 50. dyrektor Domu Harcerza na Szmulowiźnie (przy ul. Siedleckiej). Do pracy w nim wciągnął Andrzeja Kieruzalskiego, który zorganizował tam teatrzyk kukiełkowy „Gawęda”, a następnie zespół o tej samej nazwie. 
Członek komendy hufca Warszawa-Praga, instruktor hufców Praga Centralna, Praga Nowa i Praga Północ, komendant Szczepu 17 WDH oraz wspólnego Szczepu 12 i 17 WDH „Jakobini”. W 1960 otrzymał stopień harcmistrza. Organizator i komendant obozów, opiekun drużyn, namiestnik drużyn młodszoharcerskich, czynny instruktor harcerski do ostatnich dni życia.
Odznaczony Krzyżem Kawalerskim Orderu Odrodzenia Polski, Krzyżem Partyzanckim oraz Medalem Zwycięstwa i Wolności 1945.
Pochowany na Cmentarzu Bródzieńskim w kwaterze 14K-V-26.

Grób Wyrobka na cmentarzu Bródnowskim w Warszawie